# (1810) Épiméthée
Ne doit pas être confondu avec Épiméthée (lune).
Pour les articles homonymes, voir Épiméthée (homonymie).

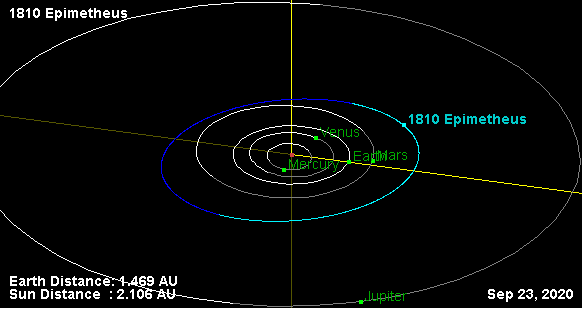
orbite de l'astéroïde

(1810) Épiméthée, désignation internationale (1810) Epimetheus, est un astéroïde de la ceinture principale.

## Description
(1810) Épiméthée est un astéroïde de la ceinture principale. Il fut découvert par le programme PLS le 24 septembre 1960 à l'observatoire Palomar. Il présente une orbite caractérisée par un demi-grand axe de 2,22 UA, une excentricité de 0,09 et une inclinaison de 4,03° par rapport à l'écliptique.
Il fut nommé en référence à Épiméthée, personnage de la mythologie grecque. C'est un Titan, il est le fils de Japet et de Thémis (ou Clymène), et frère d'Atlas, Ménétios et Prométhée.

## Compléments